# Angulifemur
Angulifemur (лат.) — род двупарноногих многоножек семейства Paracortinidae из отряда Callipodida. Юго-Восточная Азия (Китай). Известно 2 вида, найденных только в пещерах.

## Описание
Многоножки среднего размера (около 5 см) с хорошо развитыми плевротергальными гребнями. Голова без выступа на темени, 7-я пара ног с длинным субфалкатным мезальным отростком и более широким треугольным на тазиках. Гоноподы расходятся от основания. Каждый гонопод с двумя короткими, булавовидными, равномерно расположенными префеморальными отростками (pf1 и pf2); отростки тазиков редуцированные: (a) передний лопастевидный выступ и (b) в целом редуцированный тонкий, субфалкатный или конусовидный отросток, не достигающий середины длины телоподита. Телоподит (T) с развитым стебельком, образующим угловатый выступ на расстоянии ~ 1/3 от середины длины, дистальная часть извилистая и резко сужающаяся, сужающаяся к вершине. Телоподит дистально закручен, с одним (A. unidigitis) или несколькими (A. tridigitis) шиповидными или зубовидными отростками. Отличается от родов Paracortina и Scotopetalum расходящимися стебельками телоподитов и от рода Crassipetalum значительно меньшим префемороидальным отростком и субфалькатным коксальным отростком (b), никогда не превышающим телоподит.
Описаны из пещер южного Китая. Эти виды в разной степени демонстрируют трогломорфные признаки, такие как депигментация кутикулы, уменьшение числа омматидиев, удлинение ног и усиков. Наибольшая степень трогломорфизма наблюдается у Angulifemur unidigitis.

## Классификация
Известно 2 вида.
- Angulifemur tridigitis Zhang, 1997[2]
- Angulifemur unidigitis Zhang, 1997

## Распространение
Юго-Восточная Азия. Встречаются в южном Китае в провинции Юньнань. Angulifemur tridigitis известен только из пещер Ян-фен и Ниупенг-яньцзы в уезде Мэнцзы (Юньнань, Китай). Вид A. unidigitis известен только из пещерной системы Лонг Бао Пао — Вуличун и пещеры Лаосяо (Мэнцзы, Китай).